# Новогандичево
Новогандичево — село в Убинском районе Новосибирской области. Административный центр Гандичевского сельсовета.

## География
Площадь села — 67 гектаров.

## История
В 1976 г. Указом Президиума ВС РСФСР село фермы № 1 совхоза «Гандичевский» переименовано в Новогандичево.

## Население
| 2002 | 2007 | 2010 |
| ---- | ---- | ---- |
| 443  | ↘421 | ↘298 |

## Инфраструктура
В селе по данным на 2007 год функционируют 1 учреждение здравоохранения и 1 учреждение образования.